# Paradoneis ilvana
Paradoneis ilvana är en ringmaskart som beskrevs av Laurent A.L. Castelli 1985. Paradoneis ilvana ingår i släktet Paradoneis och familjen Paraonidae. Arten har ej påträffats i Sverige. Inga underarter finns listade i Catalogue of Life.